# Йохан IV фон Катценелнбоген
Йохан IV фон Катценелнбоген (на немски: Johann IV (III) von Katzenelnbogen; * ок. 1370, Катценелнбоген; † 27 октомври 1444, замък Рейнфелс) от Дом Хесен (млада линия) е граф на Катценелнбоген от 1402 до смъртта си 1444 г.

## Биография
Той е син на Дитер VIII (1340 – 1402), граф на горнотото графство Катценелнбоген, основател на младата линия, и първата му съпруга Елизабет фон Насау-Висбаден († 1389), дъщеря на Адолф I фон Насау-Висбаден (1307 – 1370), внук на крал Адолф от Насау-Висбаден († 1298).
Йохан IV се жени ок. 26 март 1384 г. или 1385 г. за далечната му братовчедка Анна фон Катценелнбоген (* ок. 1368; † 27 октомври 1439) (от старата линия на долното Графство Катценелнбоген), дъщеря на Еберхард V фон Катценелнбоген († 1402). През 1399 г. Йохан IV и граф Еберхард V строят крепост Рюселсхайм. През 1402 г., след смъртта на тъст му Еберхард V, двамата сливат отново двете линии, горното и долното графство.
Йохан умира през 1444 г., в замък Рейнфелс, по-късно е преместен от Еберхард I фон Катценелнбоген в гробницата на фамилията в манастир Ебербах.

## Деца
Йохан IV и Анна фон Катценелнбоген имат един син:
- Филип I Стари (* 1402, † 1479), граф на Катценелнбоген